# Institut des cultures d'Islam
 (novembre 2014).
Si vous disposez d'ouvrages ou d'articles de référence ou si vous connaissez des sites web de qualité traitant du thème abordé ici, merci de compléter l'article en donnant les références utiles à sa vérifiabilité et en les liant à la section « Notes et références ».
Pour les articles homonymes, voir ICI.
L’Institut des Cultures d’Islam (ICI) est un établissement culturel de la Ville de Paris et centre d'art contemporain installé au cœur du quartier de la Goutte-d'Or. Membre du réseau art contemporain Paris / Île-de-France, l'ICI et voué à la création et la diffusion des cultures contemporaines en lien avec le monde musulman. Il est à la fois un centre d'art contemporain, une scène musicale, un lieu de dialogue et d’apprentissage, et un lieu destiné à « l'exercice du culte musulman »

## Le projet
L’idée de l’Institut des Cultures d’Islam est née en 2005 et s’est concrétisée dès 2006 par l’ouverture du centre de préfiguration de la rue Léon. Il était envisagé initialement un déploiement sur deux sites (rue Stephenson et rue Polonceau), chacun d'eux devant proposer des activités culturelles et des activités cultuelles (une salle de prière musulmane dans chacun des bâtiments), ainsi qu'un centre de préfiguration. Le projet du second bâtiment rue Polonceau a finalement été abandonné par la Mairie de Paris.

## Les bâtiments
Les activités de l’ICI se répartissent sur deux bâtiments :

### ICI Léon
Depuis octobre 2006, le projet de l’Institut des Cultures d’Islam bénéficie d’un centre de préfiguration situé au 19 rue Léon, dans le 18e arrondissement de Paris.D’une superficie de 500 m2, il déploie des espaces d'exposition et d'enseignement (qui permettent de développer des projets culturels autour des thématiques en lien avec le monde musulman) ainsi qu'un restaurant - salon de thé,, autour d'un patio central, servant l'été de scène à ciel ouvert,.

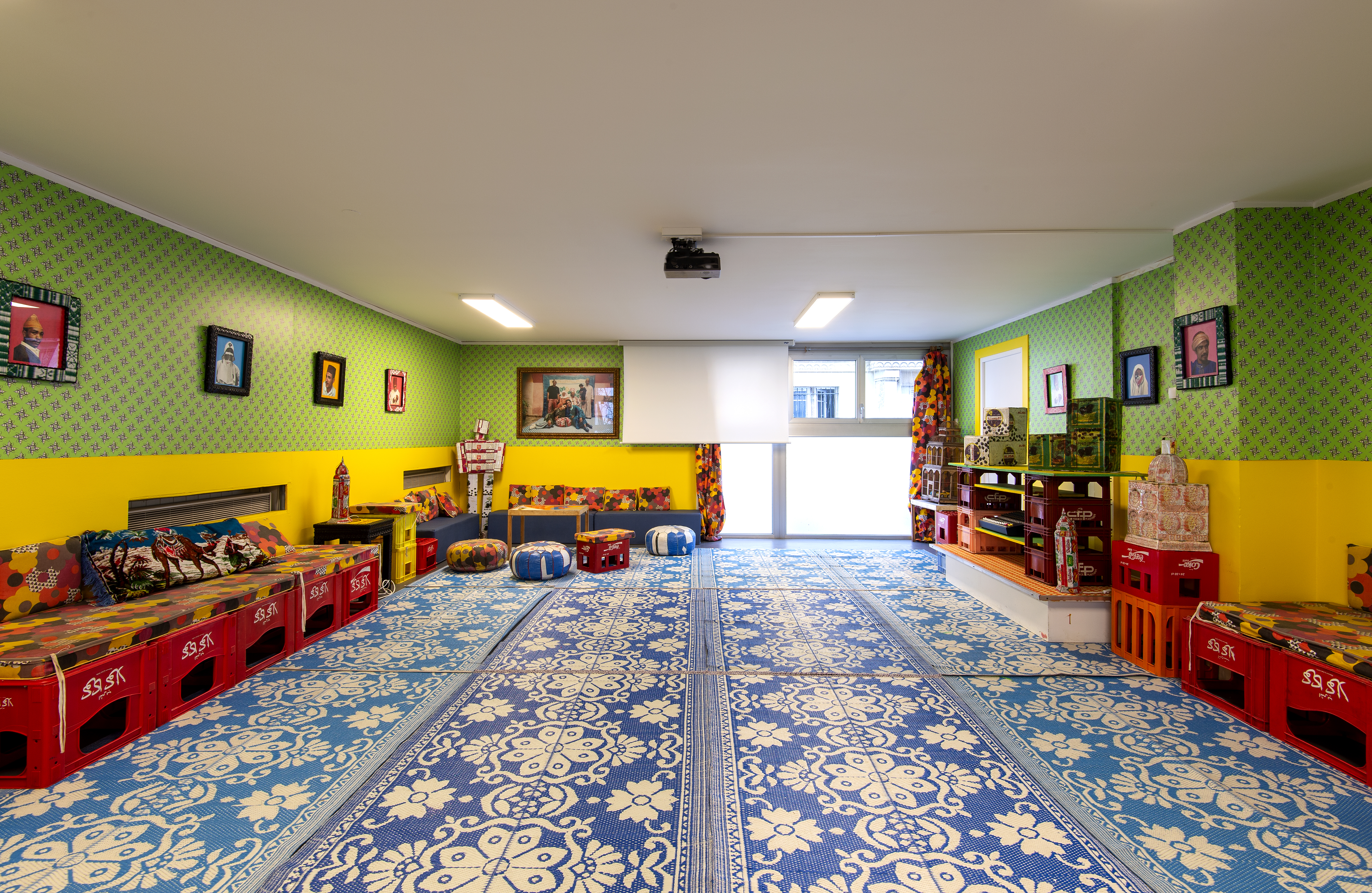
Le Salon Hajjaj, salle emblématique de l'Institut des Cultures d'Islam, imaginée par le célèbre photographe marocain Hassan Hajjaj et situé au 19, Rue Léon, Paris 18e.

### ICI Stephenson
Inauguré le 28 novembre 2013, l’ICI Stephenson est le deuxième espace de l'Institut des Cultures d'Islam. Situé au 56 rue Stephenson et d’une surface de 1 400 m2, il abrite des espaces d'exposition et d'enseignement au rez-de-chaussée et au deuxième étage, un hammam au sous-sol et une salle de prière au premier étage du bâtiment,.
La salle de prière musulmane est gérée par l'association cultuelle de la Grande Mosquée de Paris (société des Habous et des lieux saints de l’islam).
Imaginé par les architectes Yves Lion et David Jolly, ce bâtiment s'inscrit dans une démarche Haute qualité environnementale. Il a été conçu pour permettre une réduction maximale des consommations énergétiques et respecte le Plan Climat de Paris. Sa façade est composée d’un moucharabieh contemporain ajouré sur l’espace public.

## Un centre de création contemporaine consacré aux cultures d'Islam
L’ICI organise toute l’année des expositions, concerts, conférences, cafés littéraires, projections-débats, activités culturelles, cours d’arabe, de wolof, de calligraphie... Un public d’une grande diversité, essentiellement parisien et francilien, vient y découvrir des artistes, universitaires et spécialistes des cultures d’Islam. L’ICI propose au jeune public une offre dynamique : ateliers artistiques et culturels, spectacles vivants, ciné-goûters et visites sur mesure des expositions pour les enfants, les familles, les écoles et les centres de loisirs.

## Les expositions en cours
Du 15 septembre au 11 décembre 2022, l'ICI présente pour la première fois une exposition consacrée à la scène artistique des Balkans. Intitulée Urban Text : cet espace nommé Balkans, l'exposition présentera les œuvres d'artistes vivant dans cette région d'Europe de l'Est, témoin de multiples transformations politiques et sociales qui ont marqué son architecture, ses monuments, des traces de l'Empire ottoman aux guerres du XXe siècle. 

## Le soutien à la création
Depuis 2011, l'ICI a initié une politique de soutien à la création d'œuvre auprès d'artistes français et internationaux, démarrée avec la résidence du célèbre photographe marocain Hassan Hajjaj. En 10 ans, ce sont près de 220 artistes français et internationaux s'inspirant des cultures d'Islam qui ont présenté leur travail et près de 40 nouvelles œuvres ont été produites.

## Les expositions passées
Depuis 2011, l'ICI a élaboré près de 30 expositions autour d'une grande variété de thèmes, de sujets et d'approches artistiques emblématiques ou empreintes des cultures d'Islam à travers le monde, de l'Afrique à l'Asie en passant par l'Europe et le Moyen-Orient. L'ICI présente deux expositions temporaires à l'année.

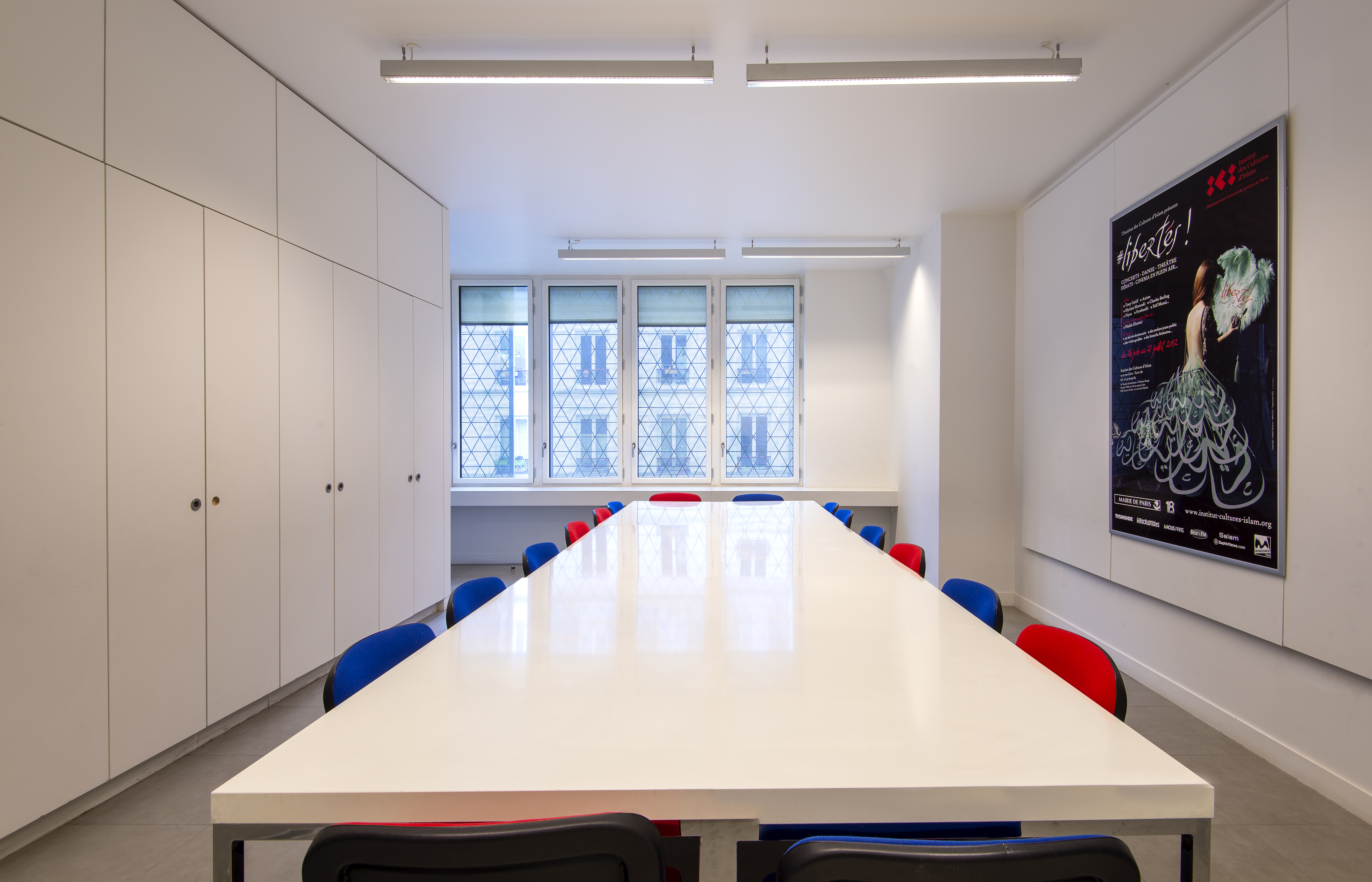
Une salle de cours du site Stephenson destinée aux enseignements en langues et aux pratiques artistiques comme la calligraphie.

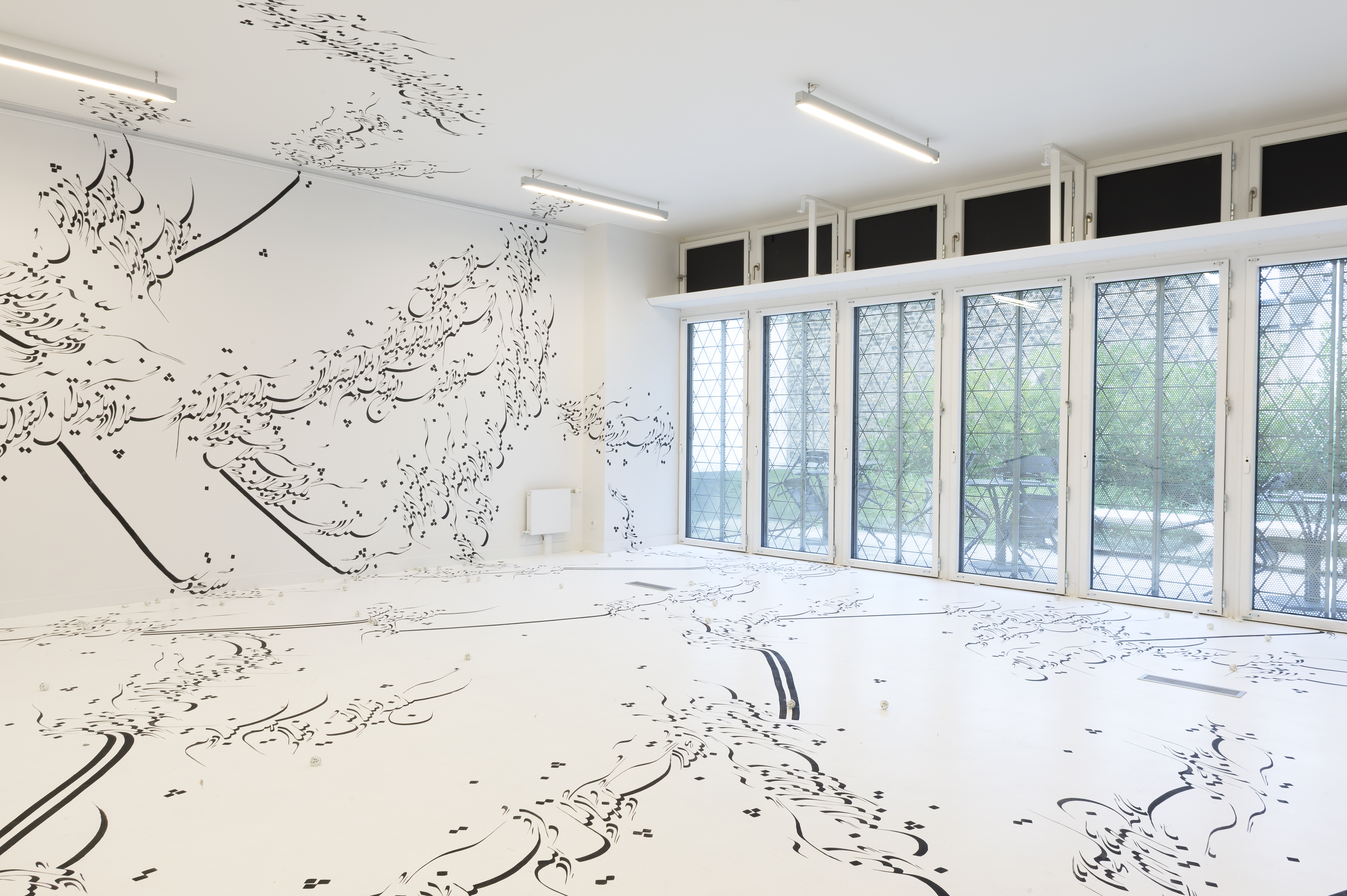
Installation de l'artiste Parastou Forouhar lors de l'exposition Lettres Ouvertes : de la Calligraphie au Street-Art, présentée en 2016.

| Date                                 | Nom                                                 |
| ------------------------------------ | --------------------------------------------------- |
| 15 septembre 2016 au 15 janvier 2017 | Sacrées Graines,                                    |
| 7 mars au 30 juillet 2017            | Rock The Kasbah,                                    |
| 21 septembre 2017 au 21 janvier 2018 | Lettres ouvertes, de la calligraphie au street art, |
| 29 mars au 29 juillet 2018           | Bagdad mon amour,                                   |
| 27 septembre 2018 au 24 février 2019 | JAVA – Art Energy,                                  |
| 28 mars au 28 juillet 2019           | C'est Beyrouth,                                     |
| 19 septembre 2019 au 9 février 2020  | L'œil et la nuit,                                   |
| 12 mars au 27 décembre 2020          | Croyances : faire et défaire l'invisible,           |
| 2 février au 1er août 2021           | Zone Franche,                                       |
| 23 septembre 2021 au 13 février 2022 | Hossein Valamanesh : Puisque tout passe             |
| 31 mars au 31 juillet 2022           | Silsila, le voyage des regards                      |

## Contestation de la légalité de la salle de prière musulmane
L'intégration dans le projet d'une salle de prière a été jugée illégale et contraire à la loi de 1905 par la Cour administrative d'appel de Paris dans son jugement du 26 octobre 2015, confirmé par un arrêt du 10 février 2017 du Conseil d'État auprès de qui la Ville de Paris s'était pourvue en cassation. Le Conseil d'État y a annulé la délibération du Conseil de Paris des 22 et 23 avril 2013 qui avait permis à Bertrand Delanoë, alors maire de Paris de consentir un bail emphytéotique administratif de 99 ans à la « société des Habous et des lieux saints de l’islam, structure algérienne propriétaire de la Grande mosquée de Paris », pour lui permettre l'exploitation de la salle de prière.
L'annulation du cadre juridique qui devait permettre le portage d'un lieu de culte au sein d'un établissement public a alors conduit Anne Hidalgo, maire de Paris ayant succédé à Bertrand Delanoë, à abandonner en septembre 2015 la construction initialement prévue d'un second bâtiment dans le site de la rue Polonceau, provoquant la démission de l'équipe dirigeante de l'ICI. Ce deuxième volet du projet devait intégrer lui aussi une salle de prière musulmane.

## Budget
Le coût de construction des bâtiments est de 22 millions. Pour la partie ouverte en 2013, la totalité des travaux a été financée par la Ville de Paris pour un montant de 13,5 millions d'euros. La mairie a revendu pour 2,2 millions d'euros la salle de prière à l'association propriétaire de la Grande mosquée de Paris.

## L'équipe
Le premier président de l'Institut des Cultures d'Islam fut Hakim El Karoui, nommé en 2010 par Bertrand Delanoë, et qui démissionna en 2011. Il fut remplacé par Jamel Oubechou, qui démissionna en 2016. Bariza Khiari est, depuis mai 2016, présidente de l'Institut des Cultures d'Islam,.
Stéphanie Chazalon assure quant à elle la direction générale.